# 長江文明
長江文明（ちょうこうぶんめい）は、中国長江流域で起こった複数の古代文明の総称。黄河文明と共に中国文明の代表とされる。文明の時期として紀元前14000年ごろから紀元前1000年ごろまでが範囲に入る。後の楚・呉・越などの祖になっていると考えられる。

## 発見まで

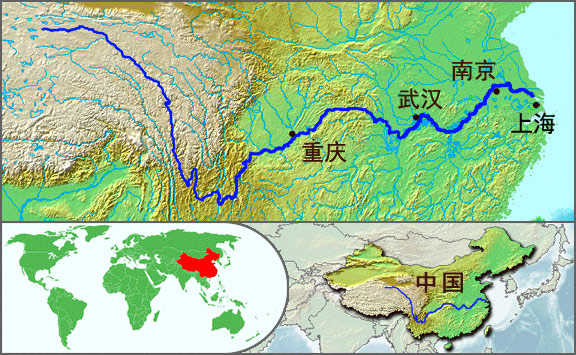
中国を横断する長江

20世紀前半に黄河文明の仰韶文化が発見されて以来、黄河流域で多くの遺跡が見つかったことで中国の文明の発祥は黄河流域であり、その後次第に長江流域といった周辺地域に広がっていったとの見方が支配的であった。
しかし1973年・1978年の発掘調査で発見された浙江省余姚県の河姆渡遺跡（かぼといせき）により、この説は覆される。河姆渡遺跡は紀元前6000年から紀元前5000年ごろのものと推定され、大量の稲モミなどの稲作の痕跡が発見された。稲作を行っていた事からその住居は高床建物であった。
このように河姆渡遺跡は明らかに黄河文明とは系統の異なるものであり、それまでの「中国文明すなわち黄河文明」という当時の定説を大きく覆す事になった。
更に、東北の遼河周辺でも文明の痕跡が発見されるに至り、現在では遼河周辺、黄河上・中・下流域、長江上・中・下流域に分類し、それぞれが互いに影響しあい、かつ独自の発展を遂げていったと考えられている。

## 長江文明の特徴

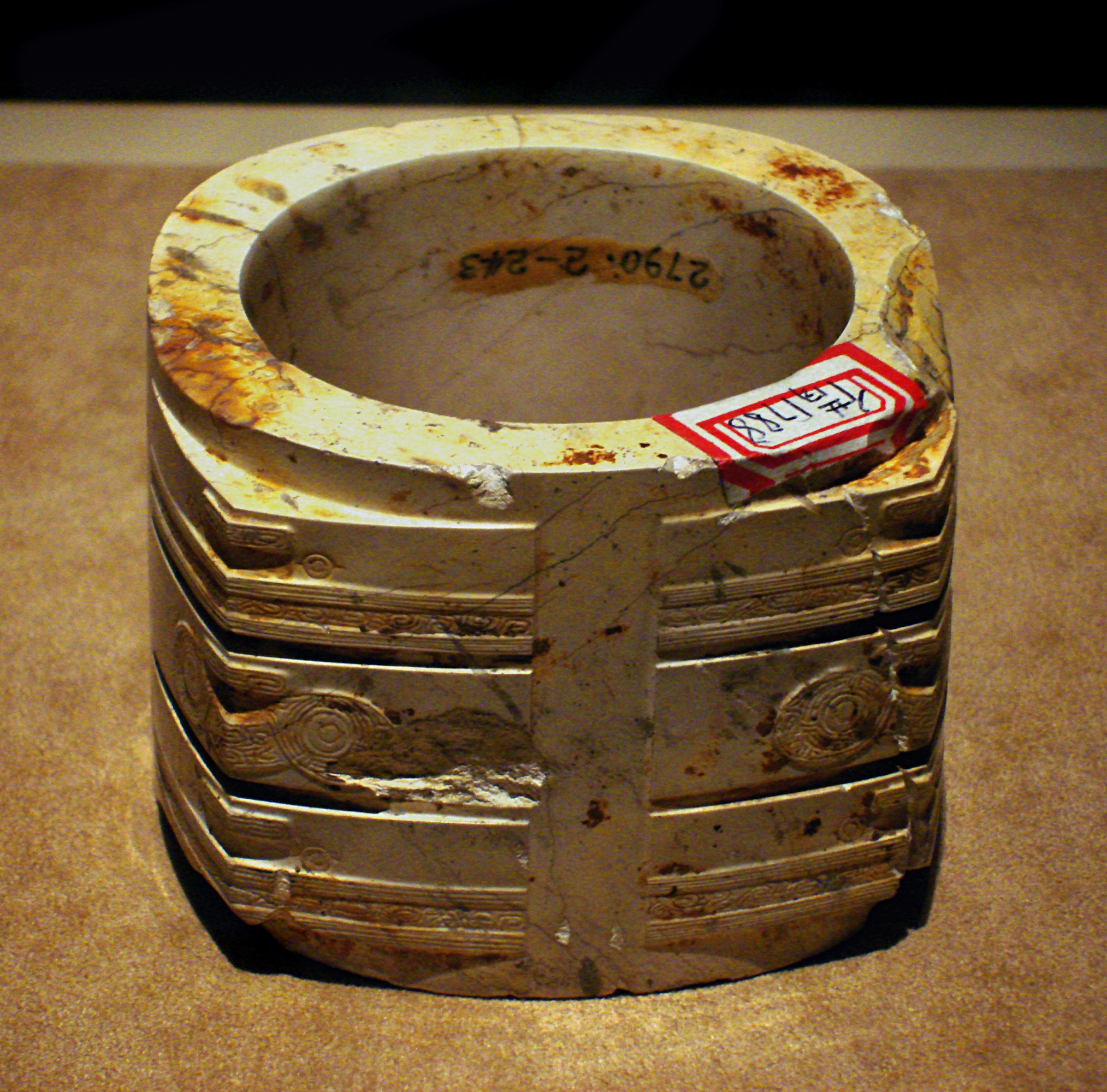
良渚文化の玉琮

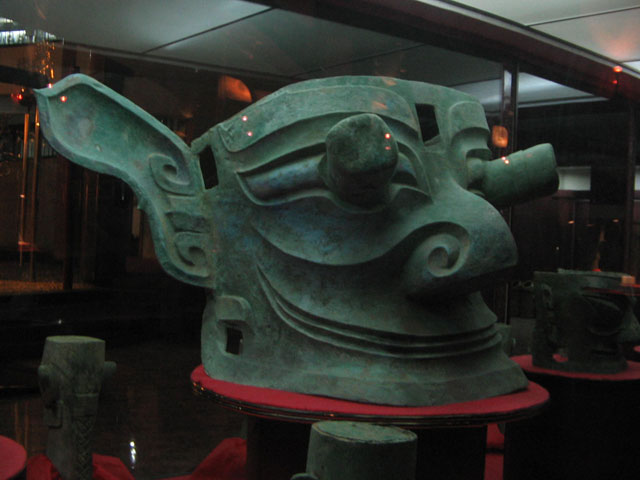
三星堆遺跡の青銅縦目仮面

初期段階より稲作が中心であり、畑作中心の黄河文明との違いからどちらの農耕も独自の経緯で発展したものと見られる。長江文明の発見から稲（ジャポニカ米）の原産が長江中流域とほぼ確定され、稲作の発祥もここと見られる。日本の稲作もここが源流と見られる。
中流域の屈家嶺文化（くつかりょうぶんか、紀元前3000年? - 紀元前2500年?）・下流域の良渚文化（りょうしょぶんか、紀元前3300年? - 紀元前2200年?）の時代を最盛期として、後は衰退し、中流域では黄河流域の二里頭文化が移植されている。黄河流域の人々により征服された結果とも考えられている。
河姆渡遺跡からは玉で作られた玉器や漆器などが発見されており、また呉城文化（紀元前1400年? - 紀元前1000年?）からは磁器が発見されている。中国文化の重要な一翼を担うこれらの文物の源流がここから出たのではないかとする説もある。
これらが後の楚・呉・越に繋がったと考えられるが、どのような流れをたどって繋がるのかは未だ解らない。本格的な発掘が始まってから30年程度しか経っておらず、発見されたものの量に対して研究が追いついていないのが現状である。
四川盆地では長らく文明の発見が無かったが、1986年に四川省徳陽市広漢県の三星堆遺跡（さんせいたいいせき）から大量の青銅器などが見つかり、一気に注目されるようになった。
四川は地形的に他の地域と途絶しており、そこで発見された文明は黄河・長江とも異質な文明を発展させていた。そこで四川文明と分類されることもある。
三星堆の特徴として怪異な面が多数発掘されることがあり、青銅の人像の顔に被せられた黄金面も発掘された。古代にあったとされる蜀の国だと考えられる。この蜀国は『史記』ではほとんど登場せず、まだ中華文明の視野の外の地域であった。唯一、秦の恵文王の紀元前316年に司馬錯によって滅ぼされて、秦の版図に入ったことが記される。
なお、蜀地域の地域史書である『華陽国志』ではこの古代蜀についての詳しい記述があったが、黄河文明中心史観の時代にあってはこれらの文献は想像の産物だと思われていた。しかし、三星堆遺跡の発見で一躍現実味を帯びたものとなった。
2004年現在、長江文明・四川文明とも体系化された文字は見つかっていない。ただし、文字様の記号は見つかっており、その年代は紀元前2000年から紀元前600年とされている。現在出土している最古の甲骨文字が紀元前1300年くらい（武丁期）のものなので、これが文字だとすれば甲骨文字に先んじた文字ということになる。

### 継承者
長江文明を築きそれを受け継いでいる正確な集団は判明していないが、楚・呉・越がそれに相当すると考えられ、また現在の四川省涼山イ族自治州に住む少数民族イ族がその末裔ではないかと考察する者もある。
イ族は元来涼山には定住しておらず、ピモと呼ばれる祭祀を務める者が死者を弔う際に唄を歌うが、これは魂が先祖の居た地へ戻る道程を表しており、唄われている地名や地理的特徴を遡ると長江周辺へと帰結する、この事から太古は長江流域に住んでいたが漢民族の侵入によって散り散りになりその末裔が現在の涼山へたどり着いたとされる。
その古い成り立ちから文化は古代に多く見られる儀式が主体で、家畜や民族の安泰を祈願し木で組んだ門を家畜に潜らせ魔を祓うものや、鶏を処しその結果で占いをするという日本の弥生初期に通ずるアニミズムが残っている。

## 一覧

### 長江文明
玉蟾岩遺跡（ぎょくせんがんいせき）
湖南省道県。紀元前14000年? - 紀元前12000年? のものとされる。稲モミが見つかっているが、栽培したものかは確定できない。
仙人洞・吊桶環遺跡（せんにんどう・ちょうとうかんいせき）
江西省万年県。紀元前12000年? 栽培した稲が見つかっており、それまで他から伝播してきたと考えられていた中国の農耕が中国独自でかつ最も古いものの一つだと確かめられた。
彭頭山文化（ほうとざんぶんか）
湖南省澧県彭頭山遺跡を代表とする。紀元前7000年? - 紀元前5000年? 散播農法が行われており、中国に於ける最古の水稲とされる。
大渓文化（たいけいぶんか）
重慶市巫山県大渓遺跡を代表とする。紀元前4500年? - 紀元前3300年? 彩文紅陶（紋様を付けた紅い土器）が特徴で、後期には黒陶・灰陶が登場。灌漑農法が確立され、住居地が水の補給のための水辺から大規模に農耕を行う事の出来る平野部へ移動した。
屈家嶺文化（くつかりょうぶんか）
湖北省京山県屈家嶺遺跡。紀元前3000年? - 紀元前2500年? 大渓文化を引き継いで、轆轤（ろくろ）を使用した黒陶が特徴。河南地方の黄河文明にも影響を与えたと考えられる。
石家河文化（せつかがぶんか）
屈家嶺文化から発展し、湖北省天門県石家河に大規模な都城を作った紀元前2500年ごろを境として屈家嶺と区別する。この都城は南北1.3Km、東西1.1Kmという大きさで、上述の黄河流域の部族と抗争したのはこの頃と考えられる。
河姆渡文化（かぼとぶんか）
浙江省余姚県河姆渡遺跡。紀元前5000年? - 紀元前4000年? 下流域では最古の稲作。狩猟や漁労も併せて行われ、ブタの家畜化なども行われた。
馬家浜文化（ばかほうぶんか）
浙江省嘉興市馬家浜。紀元前5000年? - 紀元前3800年? 河姆渡文化を継承、発展させた。灌漑が行われ始め、紅陶が特徴。
崧沢文化（すうたくぶんか）
上海市青浦区崧沢村。紀元前3800年? - 紀元前3500年? 玉による腕輪など、装飾品が作られ始めた。
良渚文化（りょうしょぶんか）
浙江省余杭県良渚鎮。紀元前3500年? - 紀元前2200年? 馬家浜・崧沢を受け継いだ。多数の玉器の他に、絹が出土している。分業や階層化も行われたと見られ、殉死者を伴う墓が発見されている。黄河文明の山東龍山文化とは相互に関係があったと見られ、同時期に衰退したことは何らかの共通の原因があると見られている。
呉城文化（ごじょうぶんか）
江西省清江県（現在の樟樹市）呉城鎮。紀元前1400年? - 紀元前1000年? 黄河文明とは異質な青銅器を特徴とし、原始的な磁器なども出土している。

### 四川文明（古蜀文明）
宝墩文化（ほうとんぶんか）
成都市新津県龍馬郷宝墩村。紀元前2500年? - 紀元前1700年?（龍山文化） 新石器時代の城壁で囲まれた集落が成都平原の岷江扇状地に複数存在した。最大の遺跡である宝墩遺跡は1990年代に発見され、発掘が続いている。
三星堆文化（さんせいたいぶんか）
四川省徳陽市広漢県南興鎮の三星堆遺跡に代表される。紀元前2500年? - 紀元前950年?（夏晩期～商後期） 大量の青銅器が出土し高度な青銅技術を持っていた。前述の他に目が飛び出た仮面・縦目の仮面・黄金の杖などがあり、また大量の象牙が発見されており、これは中国で稀有な事例で住民の起源との関わりの有無が注目されている。長江文明と同じく文字は発見されていないが、「巴蜀文字」と呼ばれる文字らしきものがある。
十二橋・金沙文化（紀元前1200年 - 紀元前500年、殷後期～春秋後期）
晩期蜀文化（紀元前500年 - 紀元前316年、春秋晩期～戦国期）

## 年表
注：年代には100年単位で誤差がある。同じ系統と見られるものは同じ色で示した。色が付いていない部分については他との関係が見つかっていない、まだ判明していないものである。数字は全て紀元前。黄河流域は参考のために上げただけでこれ以外にもたくさんある。
|                  | 黄河流域               | 上流域               | 中流域     | 中流域             | 下流域     | 下流域     |
| 紀元前8000年以前 |                        |                      | 玉蟾岩遺跡 | 仙人洞・吊桶環遺跡 |            |            |
| 7000 \| 6000     |                        |                      | 彭頭山文化 |                    |            |            |
| 6000 \| 5000     |                        |                      | 湯家崗文化 | 城背渓文化         |            |            |
| 5000 \| 4000     | 仰韶文化               |                      | 湯家崗文化 |                    | 馬家浜文化 | 河姆渡文化 |
| 4000 \| 3000     | 仰韶文化               |                      | 大渓文化   | 大渓文化           | 崧沢文化   | 崧沢文化   |
| 4000 \| 3000     | 仰韶文化               | 良渚文化             | 大渓文化   | 大渓文化           |            |            |
| 3000 \| 2000     | 龍山文化               | 宝墩遺跡（龍馬古城） | 屈家嶺文化 | 屈家嶺文化         |            |            |
| 3000 \| 2000     | 龍山文化               | 三星堆遺跡           | 石家河文化 | 石家河文化         |            |            |
| 2000 \| 1000     | 二里頭文化（夏？）     | 三星堆遺跡           | 石家河文化 | 石家河文化         | 馬橋文化   |            |
| 2000 \| 1000     | 二里頭文化（夏？）     | 三星堆遺跡           | 二里頭文化 |                    | 馬橋文化   |            |
| 2000 \| 1000     | 二里岡文化（殷遷都前） | 三星堆遺跡           | 二里岡文化 |                    | 馬橋文化   |            |
| 2000 \| 1000     | 殷遷都後               | 三星堆遺跡           | 殷         | 呉城文化           | 湖熟文化   |            |
| 2000 \| 1000     | 周                     | 三星堆遺跡           | 周         | 楚                 | 湖熟文化   |            |
| 1000以降         | 周                     | 巴蜀                 | 周         | 楚                 | 湖熟文化   |            |
| 1000以降         | 周                     | 巴蜀                 | 周         | 楚                 | 呉越       |            |